# Poa breviglumis
Poa breviglumis är en gräsart som beskrevs av Joseph Dalton Hooker. Poa breviglumis ingår i släktet gröen, och familjen gräs. Inga underarter finns listade i Catalogue of Life.